# Наггез, Хамди
Хамди Наггез (араб. حمدي النقاز‎; родился 28 октября 1992, Монастир, Тунис) — тунисский футболист, защитник клуба «Исмаили». Выступал за сборную Туниса. Участник чемпионата мира 2018 года.

## Клубная карьера
Наггез начал карьеру в клубе «Этуаль дю Сахель». 29 мая 2013 года в матче против «Эсперанс» он дебютировал в чемпионате Туниса. 9 апреля 2015 года в поединке против «Бизертена» Хамди забил свой первый гол за «Этуаль дю Сахель». В составе клуба он выиграл чемпионат, дважды завоевал Кубок Туниса и стал победителем Кубка Конфедерации КАФ.
В начале 2018 году Наггез перешёл в египетский «Замалек». В этом же году он дебютировал в чемпионате Египта.

## Международная карьера
5 сентября 2015 года в отборочном матче чемпионата африканских наций против сборной Либерии Наггез дебютировал за сборную Туниса. В 2017 году Хамди принял участие в Кубке Африки в Габоне. На турнире он сыграл в матчах против команд Буркина-Фасо, Сенегала, Алжира и Зимбабве.
В 2018 году Наггез принял участие в чемпионате мира в России. На турнире он сыграл в матча против команд Бельгии и Панамы.

## Достижения
«Этуаль дю Сахель»
- Чемпион Туниса: 2015/16
- Обладатель Кубка Туниса (2): 2014, 2015
- Обладатель Кубка Конфедерации КАФ: 2015